# Chrysotus lundbladi
Chrysotus lundbladi är en tvåvingeart som beskrevs av Frey 1940. Chrysotus lundbladi ingår i släktet Chrysotus och familjen styltflugor.
Artens utbredningsområde är Portugal. Inga underarter finns listade i Catalogue of Life.